# Плімут-Мітінг (Пенсільванія)
Плімут-Мітінг (англ. Plymouth Meeting) — переписна місцевість (CDP) в США, в окрузі Монтгомері штату Пенсільванія. Населення — 7452 особи (2020).

## Географія
Плімут-Мітінг розташований за координатами 40°6′36″ пн. ш. 75°16′47″ зх. д. / 40.11000° пн. ш. 75.27972° зх. д. (40.109903, -75.279815).  За даними Бюро перепису населення США в 2010 році переписна місцевість мала площу 9,76 км², уся площа — суходіл.

## Демографія
Згідно з переписом 2010 року, у переписній місцевості мешкало 6177 осіб у 2541 домогосподарстві у складі 1634 родин. Густота населення становила 633 особи/км².  Було 2678 помешкань (274/км²).
Расовий склад населення:
| - 83,4 % — білих - 8,4 % — азіатів - 6,2 % — чорних або афроамериканців |

До двох чи більше рас належало 1,4 %. Частка іспаномовних становила 2,1 % від усіх жителів.
За віковим діапазоном населення розподілялося таким чином: 21,4 % — особи молодші 18 років, 60,3 % — особи у віці 18—64 років, 18,3 % — особи у віці 65 років та старші. Медіана віку мешканця становила 42,4 року. На 100 осіб жіночої статі у переписній місцевості припадало 94,0 чоловіків;  на 100 жінок у віці від 18 років та старших — 90,1 чоловіків також старших 18 років.
Середній дохід на одне домашнє господарство  становив 98 142 долари США (медіана — 78 194), а середній дохід на одну сім'ю — 116 567 доларів (медіана — 101 300). Медіана доходів становила 65 517 доларів для чоловіків та 61 045 доларів для жінок. За межею бідності перебувало 4,7 % осіб, у тому числі 7,6 % дітей у віці до 18 років та 3,6 % осіб у віці 65 років та старших.
Цивільне працевлаштоване населення становило 3314 осіб. Основні галузі зайнятості: освіта, охорона здоров'я та соціальна допомога — 29,1 %, науковці, спеціалісти, менеджери — 13,5 %, виробництво — 11,5 %, роздрібна торгівля — 10,9 %.